# デレク・シェリニアン
デレク・シェリニアン（Derek Sherinian、1966年8月25日 - ）は、アメリカ人キーボーディスト。ヘヴィ・メタル/ハード・ロックの分野で活躍。アリス・クーパー・バンド、ドリーム・シアター、イングヴェイ・マルムスティーンズ・ライジングフォース等で活動し、現在はソロ、ブラック・カントリー・コミュニオン、フーム・ゴッズ・ディストロイ等で活動する他、ヴァージル・ドナティと共にプラネット・エックスを率いている。

## 略歴
カリフォルニア州で、アルメニア人の父親とギリシャ人の母親の間に生まれ、5歳からクラシック・ピアノを始めた。最初に夢中になったのはエルトン・ジョンで、彼の影響でポップス系のレコードを聴くようなる。その後、エドワード・ヴァン・ヘイレンのギターに衝撃を受けてロックに魅了され、中学生の頃は、友人とガレージ・バンドで演奏したり、カバー曲をやったり、タレント・ショーに出たりしていた。高校生の1年目を終えると、バークリー音楽大学の奨学金を得て、一般教育終了証明をもらい、高校を辞めてボストンに移った。学友には、後にメガデス等で活躍するアル・ピトレリや、リビング・カラーのウィル・カルホーンがいた。
ジミ・ヘンドリックスのバンド、バンド・オブ・ジプシーズ」のドラマーだったバディ・マイルスのソロ・ツアーのメンバー、アリス・クーパーのバンド、キッスのツアー・メンバーといった活動をした。アリス・クーパーからは「生まれついてのロック・スター」と呼ばれ、ジーン・シモンズからはロック・ミュージシャンとしてのあり方を学んだという。ケヴィン・ムーアの後任としてドリーム・シアターに加入。新曲とカヴァー曲が混在した企画盤『ア・チェンジ・オブ・シーズンズ』（1995年）と、オリジナル・アルバム『フォーリング・イントゥ・インフィニティ』（1997年）に参加。
ドリーム・シアター脱退後、プラティパスでの活動を経て、ソロ・アルバム『プラネット・エックス』（1999年）発表。このプロジェクトは、後にトニー・マカパインを迎えて、プラネット・エックスというバンドに発展していく。2000年には、プラネット・エックス名義でのデビュー作『ユニヴァース』発表。
2001年から2002年にかけては、キーボーディストでありながらYOUNG GUITARで「GUITAR-NET X」というコラムを連載していた。このコラムではシェリニアンが影響を受けたギタリストを取り上げ、熱い思いを語っている。
イングヴェイ・マルムスティーンのツアー・メンバーに抜擢され、イングヴェイのアルバム『アタック!!』（2002年）にも全面参加。その後、ビリー・アイドルのツアーに帯同する。ビリー・アイドルのアルバム『デヴィルズ・プレイグラウンド』（2005年）にも参加。2017年にはスティーヴ・ヴァイ、ザック・ワイルド、イングヴェイ・マルムスティーン、ヌーノ・ベッテンコート、トーシン・アバシによる超絶技巧ギタリスト・グループ、ジェネレーション・アックスの日本公演を含むアジア・ツアーにおいてキーボードを担当した。
個人名義においてアラン・ホールズワース、アル・ディ・メオラ、スティーヴ・ルカサー、サイモン・フィリップス、トニー・フランクリン、ビリー・シーン、イングヴェイ・マルムスティーン、ザック・ワイルド、スティーヴ・スティーヴンス、ジョー・ボナマッサ、スティーヴ・ヴァイ、ロン・サール、キコ・ルーレイロ、マイケル・シェンカーらと壮絶なバトルを繰り広げたセッション・アルバムをリリースしている。シェリニアンはエドワード・ヴァン・ヘイレンやジェフ・ベックと共演することを一番の夢にしていたが実現しなかった。ただし、エディとは彼のプライベート・パーティで一緒に演奏したことがある。
機材セッティングの特徴として、キーボードを鋭角に設置することがある。これは、「ヴァーティカル（垂直の）・スタンド」と呼ばれ、キーボードを逆スラントの角度で設置して演奏するイェンス・ヨハンソンと共に、新世代のメタル・キーボーディストに影響を与えている。
『キーボード・マガジン』（1995年11月号）のインタビューで、リズムはジョン・ロード、ソロはエディ・ヴァン・ヘイレンとヤン・ハマー、コードはキース・エマーソン的だと自身のスタイルを分析している。また、子供の頃は、ディープ・パープルに傾倒していたほか、エアロスミスやヴァン・ヘイレンのようなバンドもたくさん聴いてきた。その他には、BURRN!（2022年9月号）で、マッコイ・タイナー、オスカー・ピーターソン、チック・コリア、ティグラン・ハマシアンなどを聴いていると発言するなど、日本の雑誌でもジャズの影響を明かしはじめている。しかし、ロック・ミュージシャンとしての態度は一貫していて、かつてロサンゼルス・タイムズのインタビューで、シェリニアンがジャズではなくロックを選んだ理由を尋ねられた際は、「リー・リトナーよりエディ・ヴァン・ヘイレンの方がクールだと思った。（I thought Eddie Van Halen was cooler than Lee Ritenour.）」と発言していた。

## 評価
『ギター・ワールド』誌はシェリニアン を「キーボードの王」と称し、アリス・クーパーからは「キーボード界のカリギュラ」と名付けられている。また、英語版『キーボード・マガジン』誌は、2011年にシェリニアンを「新世代のキーボード・ヒーロー（Keyboard Hero for a new generation）」と発表した。サンズ・オブ・アポロや、シェリニアンのソロ・アルバムなどで活動をともにしたロン・サールは、シェリニアンのギターから強く影響を受けた演奏を「彼はたまたまキーボードを弾いているけど、これまで俺がプレイしたきた中でも最高のギタリストだ」と評している。また、楽器メーカーのキーボード・クリニックでシェリニアンと出会い、後日、シェリニアンが当時所属していたドリーム・シアターのコンサートに招待されるなど親交があったキーボーディストの小川文明は、自身の教則本において、シェリニアンの演奏スタイルを「基本の拍子やスケールからかなり逸脱しているので、やや複雑に聴こえるかもしれない」と評価した。

## 使用機材
多数のメーカーのキーボードを使用しているが、2023年現在は、シンセサイザーはコルグやノード、モーグ・シンセサイザー、ピアノはヤマハのグランドピアノ、オルガンはハモンドオルガンを主に使用している。コルグとはエンドーサーになって25年以上の関係がある。
アルバム「イナーシャ」以前は、自分はあくまでキーボーディストであるという理由でピアノは持っていなかったが、本当にいいキーボーディストになるためにはピアノをやらないといけないと思ったことからヤマハのグランドピアノを購入して本格的に弾くようになった。
また、ビンテージ・キーボードを多数所持していて、彼のソーシャルメディアのアカウントには、アナログシンセサイザーのメモリーモーグ、エレクトリック・ピアノのローズ・ピアノ、ウーリッツァー、ハモンドオルガン、クラビネット・D6、メロトロンなど、貴重なキーボードの画像がアップロードされている。なお、シェリニアンが初めて買ったキーボードは、フェンダー・ローズである。

### シグネチュア・サウンド
Monster Lead
シェリニアンがジャック・ホートップ（コルグUSAスタッフ）と作ったシンセ・リード。コルグ・TRINITYシリーズに収録されているプリセット音色、「Monster Lead」のパラメーターを開くと、ノコギリ波とパルス波を元にエフェクトをかけた音色なことがわかる。プリセット音色のピッチ・ベンド・レンジは、初期設定ではアップ、ダウンともに2度に設定されているが、シェリニアン自身は、ピッチ・ベンドでスライド・ギターのようなサウンドを作ったり、移調したりするために、ダウンを完全4度に変更して演奏している。また、使われているHigh Gain / Wahというエフェクトが特徴的で、日本のキーボード・マガジンでシェリニアンと対談したことのあるKENSOの小口健一や、『キーボード・マガジン』（2013年 Spring)の「ハードロック・キーボード名鑑」でシェリニアンの記事を執筆したGALNERYUSのYUHKIが指摘している。

Balls
ハモンド・オルガンとエフェクト・ペダルなどによるディストーションが効いたオルガン。2代目のコルグ・コンボオルガンシリーズには、シェリニアンが作成したディストーションが効いた厚みのあるロック・オルガンの音色「DS Balls!」が収録されている。内蔵のロータリー・スピーカー・シミュレーターの設定は、コルグのスタッフが当時のシェリニアンの自宅スタジオ「レオパルド・ルーム」に出向き、彼のLESLIEスピーカーを実際に研究して作成された。

## ディスコグラフィ

### ソロ・アルバム
- 『プラネット・エックス』 - Planet X (1999年)
- 『イナーシャ』 - Inertia (2001年)
- 『ブラック・ユートピア』 - Black Utopia (2003年)
- 『ミソロジー』 - Mythology (2004年)
- 『ブラッド・オヴ・ザ・スネイク』 - Blood of the Snake (2006年)
- 『メレキュラー・ヘイノシティ』 - Molecular Heinosity (2009年)
- 『オセアナ』 - Oceana (2011年)
- 『ザ・フェニックス』 - The Phoenix (2020年)
- 『ヴォルテックス』 - Vortex (2022年)

### SHERINIAN/PHILLIPS
- 『シェリニアン／フィリップス・ライヴ』 - SHERINIAN/PHILLIPS LIVE (2023年)

### プラネット・エックス
- 『ユニヴァース』 - Universe (2000年)
- 『ライヴ・フロム・オズ』 - Live from Oz (2002年)
- 『ムーンベイビーズ』 - MoonBabies (2002年)
- 『クアンタム』 - Quantum (2007年)
- Anthology (2023年)

### サンズ・オブ・アポロ
- 『サイコティック・シンフォニー』 - Psychotic Symphony (2017年)
- 『ライヴ・ウィズ・ザ・プロヴディフ・サイコティック・シンフォニー』 - Live With The Plovdiv Psychotic Symphony (2017年)
- 『MMXX』 - MMXX (2020年)